# Architecture à Banja Luka
L'article architecture à Banja Luka présente les édifices les plus importants de Banja Luka, l'actuelle capitale de la république serbe de Bosnie en Bosnie-Herzégovine. L'architecture de cette ville concerne des édifices datant du XVIe siècle au XXIe siècle.

## Banja Lukaintra-muros
- Forteresse Kastel, du XVIe au XVIIIe siècle ;
- Mosquées, et sites ou bâtiments religieux musulmans 
  - Mosquée de Sofi Mehmed-pacha (1554-1555) ;
  - Mosquée de Gazanfer-beg (vers 1578) ;
  - Mosquée de Fehrat-pacha, dite Ferhadija (1579) ;
  - Mosquée Arnaudija, 1594-1595 ;
  - Mosquée de Behram-beg, fin du XVIe siècle ou début du XVIIe siècle ;
  - Mosquée de Mehdi-beg, début du XVIIe siècle ;
  - Mosquée de Potok (Banja Luka), 1630 ;
  - Mosquée de Hadži Zulfikar, vers 1760 ;
  - Mosquée de Mehdi-bey Imamović ;
  - Mosquée de Hadži Begzad ;
  - Mosquée de Hadži Kurt (Banja Luka) ;
  - Mosquée de Hadži Omer ;
  - Turbe de Halil-pacha ;
  - Nişanı, stèles, pierres tombales dressées, témoignage d'engagement à honorer la mémoire d'un défunt ;
- Cathédrales, églises, chapelles chrétiennes
  - Cathédrale Saint-Bonaventure, années 1970 ;
  - Cathédrale du Christ-Sauveur[1], 1993-2009 , sur le modèle de la cathédrale de la trinité, détruite en 1941 ;
  - "Provoslavna crkva", église orthodoxe serbe, rue Milana Radmana, quartier de Nova Varos, à l'ouest du parc Mladen Stojanovic, avec un très bel intérieur ;
  - Église du Saint-Prince-Lazare de Lazarevo
  - Église de la Visitation-de-la-Vierge-Marie de Banja Luka ;
  - Église abbatiale Sainte-Marie-de-l'Étoile (1925-1926), catholique, originellement église abbatiale d'un monastère trappiste disparu, incendiée en 1995 ; et dans la cour, la chapelle initiale en bois (1869) ;
  - Église du Christ-Roi (2010), de l'Église grecque-catholique ukrainienne,  des petites communautés ruthène et ukrainiennes, de rite byzantin, en ukrainien et/ou en vieux-slavon ;
  - Église Saint-Pierre-et-Saint-Paul de Petrićevac
  - Église de la Nativité-de-la-Mère-de-Dieu de Starčevica
  - Église de la Sainte-Trinité de Banja Luka
  - Église du Saint-Prince-Lazare de Lazarevo
  - Église Saint-Jean-le-Théologien de Lauš
  - Église Saint-Luc de Česma
  - Église Saint-Pantaléon de Ljubačevo
  - Église Saint-Pierre-et-Saint-Paul de Petrićevac
  - Église Saint-Platon-Jovanović de Vrbanja
  - Éparchie de Banja Luka
- Architecture civile
  - Maison Šeranić, fin du XVIIIe siècle ;
  - Maison Kapidžić, fin du XVIIIe siècle ou début du XIXe siècle ;
  - Maison Sokol de Banja Luka (1900-1910) ;
  - Maison de Đumišić Pacha ;
  - Maison de Zehra Bahtijarević ;
  - Villa d'Emerich Pascolo (1930) ;
- Architecture civile publique
  - Tour de l'horloge de Banja Luka ; ou plutôt sa métaphore sous forme d'horloge tordue à l'heure du tremblement de terre de 1969 ;
  - Banski dvor, 1931-1932 ;
  - Bains du quartier d'Ilidža ;
  - Musée d'Art moderne de la République serbe, dans l'ancienne gare ferroviaire ;
  - Palais municipal (Banova palata), 1931-1932 ;
  - Théâtre national de la République serbe (1930), 1933-1934 ;
  - Palais de la République serbe, 1936 ;
  - Salle de sport Borik, 1974 ;
  - Archives de la République serbe, dans l'ancienne Maison Impériale ;
  - Centre administratif du gouvernement de la République serbe, 2005-2007 ;
  - Rue Gospodska ;
  - Ensemble des rues Mladena Stojanovića et Kralja Petra, Carski drum (route impériale) ;
- Autres immeubles modernes XXe siècle
  - Village olympique
- Immeubles modernes XXIe siècle
  - Immeubles commerciaux, dont centres commerciaux, hôtels...

## Dans la région
- Forteresses (en ruines) de la vallée de la Vrbas
  - Forteresse de Bočac, 40 km au sud, à Mrkonjić Grad
  - Forteresse de Greben, 26 km au sud, à Krupa na Vrbasu -
  - Forteresse de Zvečaj, 20 km au sud, à  Krupa na Vrbasu - Rekavice
- Monument aux combattants morts pour la Krajina de Bosnie, à Banj brdo
- Monastères
  - Monastère de Gomionica, fin du XVe siècle, 40 km à l'ouest, par la route de Bronzani Majdan (et la station estivale de Duboka, avec aire de pique-nique)
  - Monastère de Krupa na Vrbasu, 30 km au sud, (1317)
  - Monastère de Liplje (1219), à l'est[2]
  - Monastère de Moštanica, près de Kozarska Dubica, (1111-1195c)
  - Monastère de Stuplje, du XVe siècle[2]
  - Monastère d'Osovica[3]
- Églises orthodoxes, en bois, de la Krajina
  - Église Saint-Nicolas de Krupa na Vrbasu, à 27 km au sud par la M16
  - Église en bois de l'Ascension de Kola, à 17 km au sud-ouest par la R411
  - Église en bois Saint-Nicolas de Romanovci, à 27 km au nord, à Omanovci (Gradiška)
  - Église en bois Saint-Nicolas de Javorani (1757)
  - Église Saint-Pierre-et-Saint-Paul de Palačkovci, à Gornji Palačkovci (Prnjavor)
- Autres églises, orthodoxes ou non
  - Chapelle Saint-Léopold-Mandić de Čivčije à Motike (Banja Luka)[4]
  - Chapelle Saint-Roch de Ćelanovac à Motike (Banja Luka)[5]
  - Église de la Translation-des-Reliques-de-Saint-Nicolas de Jelićka, à Jelićka
  - Église de la Dormition-de-la-Mère-de-Dieu de Kočićev vijenac
  - Église de l'Annonciation-de-la-Mère-de-Dieu de Šljivno
  - Église de la Sainte-Trinité de Piskavica
  - Église de la Transfiguration de Rekavice
  - Église du Linceul-de-la-Mère-de-Dieu d'Agino Selo
  - Église du Saint-Prince-Lazare de Krmine
  - Église de la Dormition-de-la-Mère-de-Dieu de Rekavice
  - Église de la Dormition-de-la-Mère-de-Dieu de Stričići
  - Église Saint-Pierre-et-Saint-Paul de Rekavice
- Autres
  - Bains romains de Laktaši, découverts en 1998[6]
  - Village Stričići et l'église Klisina
  - Čaršijska džamija de Prijedor